# Physocalyx
Physocalyx es un género  de plantas fanerógamas perteneciente a la familia Scrophulariaceae. Ahora clasificada dentro de la familia Orobanchaceae. Comprende 6 especies descritas.

## Taxonomía
El género fue descrito por Johann Baptist Emanuel Pohl y publicado en Prodromus Florae Novae Hollandiae 438. 1810.    La especie tipo es:  Physocalyx aurantiacus

## Especies seleccionadas
- Physocalyx aurantiacus
- Physocalyx dentatus
- Physocalyx edulis
- Physocalyx major
- Physocalyx minor
- Physocalyx rhinanthoides
- Physocalyx scaberrimus